# Absorpcja (chemia fizyczna)
Absorpcja (łac. absorbere = wchłaniać, łac. absorptio – pochłanianie) – termin z zakresu chemii fizycznej oznaczający proces wnikania jednej substancji (cząsteczek, atomów lub jonów) do innej substancji tworzącej dowolną fazę ciągłą (gazu, cieczy, ciała stałego itp.).
Absorpcji nie należy mylić z adsorpcją, która jest zjawiskiem powierzchniowym. Absorpcja, adsorpcja i wymiana jonowa są wspólnie nazywane procesami sorpcji.
Mechanizm absorpcji polega na podziale absorbowanego składnika pomiędzy dwie fazy (ośrodki) objętościowe. Stan równowagi w podziale składnika między fazy opisuje prawo podziału Nernsta, a w szczególnym przypadku dla układu gaz/ciecz – prawo Henry’ego.
Zjawiska absorpcji są powszechne w naturze, np. oddychanie jest procesem absorpcji tlenu do krwi. Absorpcja jest też stosowana na masową skalę w procesach technologicznych. Stanowi np. podstawowy mechanizm umożliwiający oczyszczanie związków chemicznych przez ekstrakcję. Jest to proces dyfuzyjny zachodzący podczas bezprzeponowego zetknięcia cieczy z gazem zawierającym składnik, który chcemy z niego usunąć. Składnik gazowy pochłaniany przez ciecz nazywa się absorbatem, a ciecz używana do pochłaniania określonego składnika nazywa się absorbentem. W chemii mamy najczęściej do czynienia z absorpcją jednej substancji (absorbat) i przez (absorbent) znajdującą się w jednej fazie oraz z absorpcją promieniowania (elektromagnetycznego, korpuskularnego, fal akustycznych) przez różne substancje.
Absorpcja jest pochłanianiem całą objętością absorbentu, którym najczęściej jest ciecz (rzadko ciało stałe, np. gazowy wodór pochłaniany przez pallad) absorbująca gazy lub inne ciecze. Metodą absorpcji można np. oczyszczać gazy, selektywnie absorbując niepożądane składniki (np. tlenki siarki pochłaniane w roztworze wodorotlenku wapnia). Absorpcja jest związana z reakcjami chemicznymi pomiędzy absorbatem i absorbentem.
Absorpcję prowadzi się w absorberach, zazwyczaj w niskich temperaturach. Przyspiesza to cały proces dzięki obniżeniu prężności par pochłanianego składnika nad cieczą.

## Absorpcja w laboratorium
Absorpcja jest jedną z podstawowych technik wykorzystywanych w czasie analiz stopnia zanieczyszczenia powietrza lub odlotowych gazów przemysłowych. Zawarte w gazach zanieczyszczenia są pochłaniane w roztworach sorpcyjnych o składzie dostosowanym do chemicznych właściwości oznaczanych związków chemicznych (często po absorpcji zachodzą reakcje chemiczne). Stosowane są zestawy płuczek laboratoryjnych, zwykle barbotażowych (drobne pęcherzyki gazu przepływające przez warstwę cieczy), umożliwiające zatrzymanie całej ilości oznaczanego związku zawartej w określonej objętości gazu, przepuszczanego przez płuczkę/płuczki.

## Absorpcja w technice
W inżynierii i technologii chemicznej procesy absorpcji są prowadzone w różnego rodzaju absorberach, których konstrukcja umożliwia niezbędne rozwinięcie powierzchni wymiany masy. Stosuje się m.in. absorbery:
- rozpryskowa – absorbent rozpyla się w fazie gazowej,
- kolumnowe (ze zraszanym wypełnieniem lub różnymi typami półek przelewowych),
- barbotażowa – gaz barbotuje przez warstwę absorbentu.

## Absorpcja w hydrologii
W hydrogeologii absorpcją nazywa się najczęściej proces wchłaniania gazów przez wody podziemne. Gaz w tym procesie rozpuszcza się równomiernie.